# Moise Kean
Moise Kean Bioty (* 28. Februar 2000 in Vercelli) ist ein italienischer Fußballspieler. Der Stürmer steht bei der AC Florenz unter Vertrag.

## Karriere
Moise Kean hat ivorische Wurzeln und spielte ab 2011 in der Jugendakademie des italienischen Rekordmeisters Juventus Turin. Aufgrund seiner Spielposition, seiner Technik, seiner Schnelligkeit, seines Torinstinkts und seiner afrikanischen Wurzeln wird er oft mit Mario Balotelli verglichen. Wie auch Balotelli wurde er von Mino Raiola beraten, bis dieser verstarb.

### Beginn der Karriere bei Juventus Turin
Am 19. November 2016 gab Kean im Alter von 16 Jahren, 8 Monaten und 20 Tagen unter Trainer Massimiliano Allegri sein Debüt in der Serie A. Er wurde beim 3:0-Heimsieg gegen Delfino Pescara 1936 in der 84. Minute für Mario Mandžukić eingewechselt, wurde somit jüngster Juventus-Spieler der Serie-A-Geschichte und der erste im Jahr 2000 und später geborene Spieler in Italiens höchster Spielklasse überhaupt. Am 22. November, drei Tage nach seinem Debüt in der Serie A, wurde er in der Champions-League-Partie gegen den FC Sevilla erneut eingewechselt und ist somit auch in diesem Wettbewerb der erste eingesetzte Spieler, der im Jahr 2000 oder später geboren wurde.
Am 27. Mai 2017 erzielte Moise Kean sein erstes Tor als Profi. Beim 2:1-Auswärtssieg im letzten Spiel der Serie A 2016/17 beim FC Bologna erzielte er in der Nachspielzeit den Siegtreffer, nachdem er in der 79. Minute für Paulo Dybala eingewechselt worden war. Damit ist Kean der erste im Jahr 2000 und später geborene Torschütze in der Geschichte der Serie A.

### Leihe zu Hellas Verona
Im August 2017 verlängerte Kean seinen Vertrag bei Juventus bis 30. Juni 2020. Im Anschluss wurde er für ein Jahr an den Serie-A-Klub Hellas Verona verliehen.

### Wechsel zum FC Everton
Zur Saison 2019/20 wechselte Kean in die Premier League zum FC Everton, bei dem er einen Vertrag mit einer Laufzeit bis zum 30. Juni 2024 unterschrieb. Die Ablöse belief sich auf ca. 27,5 Mio. Euro, wobei diese durch Bonuszahlungen auf bis zu 30 Mio. Euro ansteigen könne.

### Leihe zu PSG
Anfang Oktober 2020 wechselte Kean kurz vor dem Ende der Transferperiode bis zum Ende der Saison 2020/21 auf Leihbasis in die französische Ligue 1 zu Paris Saint-Germain. Der Stürmer traf in der Offensive von PSG auf Neymar, Kylian Mbappé und Ángel Di María. Er erzielte in 26 Ligaspielen (22-mal von Beginn) 13 Tore. Dazu kamen drei Tore in neun Champions-League-Einsätzen. Mit PSG gewann er den Pokal, wozu er ein Tor in fünf Einsätzen beisteuerte, sowie den Ligapokal.

### Rückkehr zum FC Everton
Zur Saison 2021/22 kehrte Kean zum FC Everton zurück.

### Erneuter Wechsel zu Juventus Turin
Am 8. März 2023 wurde Kean fest von Juventus Turin verpflichtet.

### AC Florenz
Trotz torloser Saison wechselte Kean Anfang Juli 2024 innerhalb der Serie A für 13 Millionen Euro zur AC Florenz. Er unterschrieb einen Vertrag bis zum 30. Juni 2029.

## Erfolge und Auszeichnungen
Erfolge
- Italienischer Meister: 2017, 2019
- Italienischer Pokalsieger: 2017, 2024
- Italienischer Supercupsieger: 2018
- Französischer Supercupsieger: 2020
- Französischer Pokalsieger: 2021

Auszeichnungen
- Nominierung für die Kopa-Trophäe: 2019 (8. Platz)
- Spieler des Monats der Serie A (2): November 2022, November 2024